# Marvel vs. Capcom: Clash of Super Heroes
Marvel vs. Capcom: Clash of Super Heroes (japanska: マーヴル VS. カプコン クラッシュ オブ スーパー ヒーローズ Hepburn: Māvuru bāsasu Kapukon: Kurasshu obu Sūpā Hīrōzu?) är ett crossover-fightingspel utvecklat och utgivet av Capcom. Det är det tredje spelet i serien Marvel vs. Capcom och innehåller figurer från Capcoms olika datorspelfranchises och från Marvel Comics serietidningar. Spelet släpptes ursprungligen som ett arkadspel i Japan i januari 1998. Det porterades till konsolerna Dreamcast och Playstation som utgavs från 1999 till 2000. Marvel vs. Capcom: Clash of Super Heroes återutgavs 2012 till Playstation 3 och Xbox 360 som en del av samlingen Marvel vs. Capcom Origins.   
Spelare väljer ett lag av figurer från Marvels respektive Capcoms universum för att delta i strider och försöka besegra deras motståndare. Till skillnad mot seriens tidigare spel Marvel Super Heroes vs. Street Fighter, innehåller spelet figurer från flertalet av Capcoms datorspelsfranchises, istället för enbart Street Fighter-figurer. Samtidigt som spelupplägget i stort sett är identiskt med dess föregångare, innehåller Clash of Super Heroes två specifika ändringar: det traditionella systemet med figurer som assisterar är borttaget och en ny attack kallad "Variable Cross" introduceras. 
Dreamcast-versionen av spelet hyllades för dess grafik, spelupplägg och övergången från den ursprungliga arkadversionen. På grund av Playstations begränsade RAM-kapacitet tog Capcom bort delar av spelupplägget för att bevara spelets fart och grafiska element. Porteringen till Playstation fick blandade recensioner. Spelet fick en uppföljare, Marvel vs. Capcom 2: New Age of Heroes, som släpptes 2000.  

## Spelupplägg

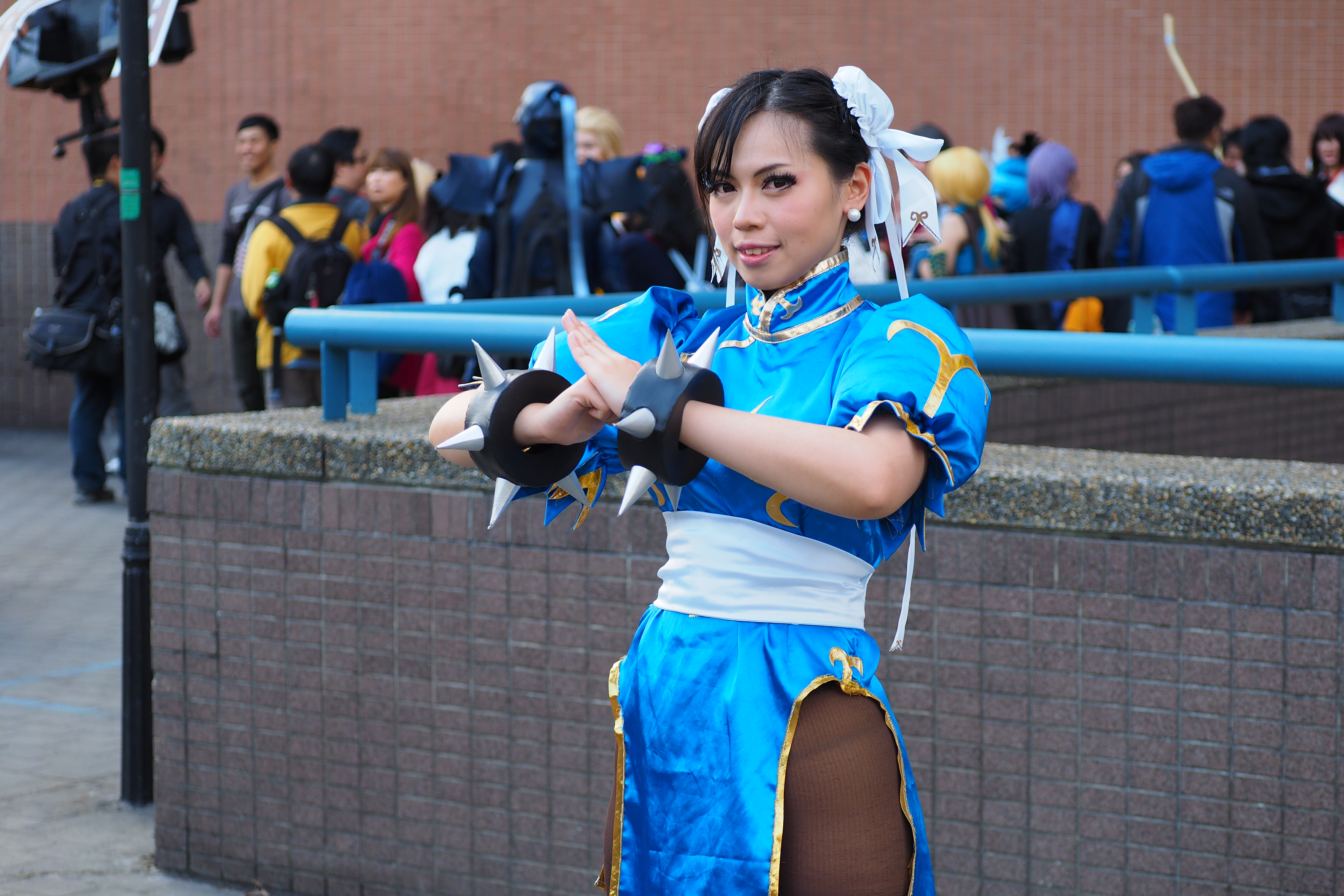
Person utklädd till Chun-Li, en av de spelbara figurerna i Clash of Super Heroes.

Marvel vs. Capcom: Clash of Super Heroes är den tredje titeln i 2D-fightingspelserien Marvel vs. Capcom. Spelet använder liknande  lagmatcher som dess föregångare Marvel Super Heroes vs. Street Fighter. Innan en match påbörjas väljer spelaren ett lag med två slagsmålskämpar som tävlar i en en-mot-en-strid. Spelaren är fri att byta ut och in sina figurer när som helst under matchen. Medan en figur fightas fylls lagkamratens hälsomätare sakta på utanför skärm. Det första laget som först tömmer sin motståndares mätare vinner matchen, men om tiden tar slut innan ett av lagen har besegrats, vinner den spelare vars figurer har mest återstående hälsopoäng.
Clash of Super Heroes innehåller två större förändringar i spelupplägg jämfört med Marvel Super Heroes vs. Street Fighter. Spelet har inte kvar den så kallade "Variable Assist"-funktionen som nyttjas i det tidigare spelet, vilken gör det möjligt för spelaren att frambringa den andra lagkamraten för att utföra en specialattack. Istället används systemet med "Guest Character/Special Partner", något som har en liknande funktion, men gästkaraktären tilldelas varje spelare slumpmässigt vid matchens början. De är också begränsade till att användas vid några få tillfällen varje runda. Clash of Super Heroes för in en ny funktion kallad "Variable Cross" eller "Duo Team Attack". När en Variable Cross utförs kan spelaren attackera sin motståndare med båda figurerna samtidigt inom en begränsad tid. Spelaren kan också använda "Hyper Combo Gauge" obegränsat, en mätare i skärmens nedre kant som gör det möjligt för spelaren att utföra diverse specialattacker och flera ”Hyper Combos”-rörelser i snabb följd som gör stor skada på motståndaren.

## Spellägen
Utgåvan av spelet till Dreamcast innehåller fem spellägen: ”Arcade”, ”Versus”, ”Training”, ”Survival”, och ”Cross Fever”. I arkadläget måste spelaren besegra flera AI-kontrollerade lag för att nå Onslaught, den slutliga bossen, en figur från serietidningen X-Men. När spelet klaras visas en film för spelaren som är unik för varje spelbar fighter. I versusläget kan två spelare välja sina figurer, handicap-nivå och banor innan de ställs mot varandra i en match. Spelaren kan öva på rörelsemönster och kombinationer i träningsläget där de också kan justera vissa alternativ så som AI-svårighetsgrad och antal streck i mätaren ”Hyper Combo Gauge”. I överlevnadsläget slåss de spelarstyrda figurerna mot vågor av fiender medan tiden går och hälsomätaren följer med genom varje runda. Cross Fever-läget möjliggör för fyra spelare att samtidigt tävla i en två-mot-två-match. I Playstation-versionen ersätts Cross Fever med ett läge kallat ”Cross Over”. Cross Over är det enda läget i Playstation-porteringen som innehåller turordningsbaserat lagspel, något som togs bort på grund av konsolens begränsade RAM-kapacitet.

### Spelbara figurer
Marvel vs. Capcom: Clash of Super Heroes innehåller ett urval av 15 spelbara figurer. I motsats till Marvel Super Heroes vs. Street Fighter, som var begränsat till figurer från Street Fighter-spelserien, använder Clash of Super Heroes figurer från andra datorspel av Capcom, som Darkstalkers, Mega Man och Strider. Spelet innehåller 20 icke spelbara gästfigurer från Marvels och Capcoms universum som används som understöd under strid. Gästfigurer från Marvel Comics inkluderar Cyclops, Jubilee och Thor, medan Capcom har Arthur från Ghosts 'n Goblins, Unknown Soldier från shoot 'em up-spelet  Forgotten Worlds och Saki Omokane från frågesportspelet Quiz Nanairo Dreams. Listan innehåller också sex hemliga figurer som kan göras tillgängliga genom att slå in koder på skärmen för val av figurer. De flesta av de hemliga figurerna är varianter av existerande slagsmålskämpar men med andra rörelsemönster, som Shadow Lady, en modifierad version av Chun-Li. Det enda undantaget i denna del av spelet är Roll från spelserien Mega Man.

## Utveckling och lansering
Marvel vs. Capcom: Clash of Super Heroes utvecklades från början som ett arkadspel. En portering till Dreamcast presenterades av Computer Entertainment Software Association 1998 vid spelmässan Tokyo Game Show. Dreamcast-versionen hade ett nytt spelläge, ”Cross Fever”, som möjliggjorde matcher för fyra spelare. Spelet porterades senare till Playstation. Konsolens begränsade RAM-minne gjorde dock att utvecklarna fick ta bort vissa delar av innehållet, däribland spelets turordningsbaserade element. På grund av det bestod de flesta spellägen av strider mellan två figurer, istället för fyra. Detta mynnade ut i att spelarens andra figur fick en assisterande roll, liknande en bonusfigur. För att komma till rätta med begränsningarna lades ett nytt spelläge kallat ”Cross Over” till Playstation-utgåvan. Detta läge gjorde att turordningsbaserat spel blev möjligt genom att spelare fick fightas med identiska lag. Exempelvis, om Spelare 1 väljer Spider-Man och Spelare 2 väljer Ryu så blir Ryu och Spider-Man automatiskt valda som andra figurer till Spelare 1 respektive Spelare 2. Spelet innehöll också ett konstgalleri där spelare kunde titta på illustrationer från spelet och avslutande filmklipp. Delar av animationen fick utelämnas som ett resultat av otillräckligt RAM-minne, i synnerhet större sprites av figurer.
Marvel vs. Capcom: Clash of Super Heroes släpptes till den japanska arkadmarknaden den 23 januari 1998. Spelet utgavs till Dreamcast i Japan den 25 mars 1999 och den 7 oktober 1999 i Nordamerika.  En europeisk version av spelet till Dreamcast, utgiven av Virgin Interactive, släpptes den 23 juni 2000. Spelet porterades till Playstation i Japan den 11 november 1999, där det fick namnet Marvel vs. Capcom: Clash of Super Heroes EX Edition. I Nordamerika släpptes Playstation-versionen den 27 januari 2000.
En high-definition-utgåva av spelet släpptes tillsammans med fightingspelet Marvel Super Heroes som en del av samlingen Marvel vs. Capcom Origins. Spelsamlingen strävade efter att behålla upplevelsen hos originaltitlarna genom att använda arkad-ROM-systemet.Marvel vs. Capcom Origins innehöll nya delar, exempelvis spelläge för flera spelare online och utmaningar. Det släpptes till Playstation Network i Nordamerika den 25 september 2012 och i Europa den 10 oktober 2012. Xbox Live Arcade-utgåvan släpptes i både Nordamerika och Europa den 26 september 2012. Till följd av utgången av Capcoms licenskontrakt med Marvel Comics 2013, togs Marvel vs. Capcom Origins bort från onlinebutiker december 2014.

## Mottagande
| Mottagande      | Mottagande                                  |
| Samlingsbetyg   | Samlingsbetyg                               |
| Tjänst          | Betyg                                       |
| --------------- | ------------------------------------------- |
| Gamerankings    | 80% (DC) (20 reviews) 75% (PS) (19 reviews) |
| Recensionsbetyg |                                             |
| Publikation     | Betyg                                       |
| Game Informer   | 7.5/10 (DC)                                 |
| Gamepro         | 5/5 (DC) 5/5 (PS)                           |
| Game Revolution | B (DC)                                      |
| Gamespot        | 9/10 (DC) 5.8/10 (PS)                       |
| IGN             | 7.5/10 (PS)                                 |

Marvel vs. Capcom: Clash of Super Heroes fick generellt goda recensioner vid utgivningen. Recensionssammanställningssidan Gamerankings gav Dreamcast och Playstation-versionerna genomsnittsbetyget 80% respektive 75%.
Vid utgivningen till Dreamcast fick Marvel vs. Capcom: Clash of Super Heroes positiva recensioner för dess kvalitet på animeringen och snabba spelupplägg. Game Informer berömde spelet för dess ”sömlösa animation, i-ditt-ansikte-effekter, och blixtsnabba spelupplägg”. Tidskriften lyfte också fram Dreamcast-utgåvan för att vara en ”felfri” övergång från den ursprungliga arkad-versionen. Jeff Gerstmann från Gamespot lovordade också grafiken och striderna och sade att det var ”allt du skulle förvänta dig av ett maxat, ultra-flashigt fightingspel”. Game Revolution tyckte å andra sidan att Clash of Super Heroes saknade djup. Webbplatsen kritiserade Dreamcast-porteringen för att inte tillföra något nytt innehåll av betydelse från arkad-versionen.
Playstation-porteringen fick mer blandade recensioner jämfört med Dreamcast-utgåvan. Gerstmann nämnde spelets borttagning av turordningsbaserade strider, och uttryckte att samtidigt som det hade ”samma rörelsemönster som det ursprungliga spelet … skalet som omgärdade de rörelsemönstren [var] helt annorlunda”. Doug Perry från IGN beskrev Playstation-versionen som ”ett genomsnittligt spel”, där han berömde dess spelupplägg och bestående attraktionskraft men kritiserade dess val av fightingstilar och soundtrack. Gamepro gav utvecklarna en eloge för beslutet att ta bort delar för att kunna behålla farten och den grafiska helheten i spelet utan att överlasta systemet, dock rekommenderade de Dreamcast-versionen framför den.

## Uppföljare
En uppföljare till Marvel vs. Capcom: Clash of Super Heroes utannonserades av Capcom den 1 december 1999. Spelet, Marvel vs. Capcom 2: New Age of Heroes, utvecklades ursprungligen till arkadsystemet Sega NAOMI, vilket var Capcoms första försök med ett fightingspel utanför hårdvaran CP System II och CP System III. Spelet innehåller flertalet betydande ändringar i spelupplägg jämfört med Clash of Super Heroes, exempelvis turordningsbaserade tre-mot-tre-strider, ett nytt system med assisterande figurer och ett förenklat kontrollupplägg. Marvel vs. Capcom 2 innehåller också en lista med 56 spelbara kombattanter vars sprites är hämtade från Capcoms tidigare Marvel-licenserade fightingspel. Efter dess utgivning på den japanska arkadmarknaden 2000 porterades spelet till Dreamcast, Playstation 2, Playstation 3, Xbox, Xbox 360 och Ios-enheter över loppet av tolv år.